# Haemaphysalis hirsuta
Haemaphysalis hirsuta är en fästingart som beskrevs av Hoogstraal, Trapido och Glen M. Kohls 1966. Haemaphysalis hirsuta ingår i släktet Haemaphysalis och familjen hårda fästingar. Inga underarter finns listade i Catalogue of Life.